# Shaoxing Shimao Crown Plaza
La Shaoxing Shimao Crown Plaza es un rascacielos de 288 metros de altura y 60 plantas situado en Shaoxing, Zhejiang, China. Forma parte del distrito financiero de la ciudad, Didang New Town. Fue completada en 2012, y contiene oficinas y un hotel. La planta de la torre tiene forma hexagonal, y se va estrechando según aumenta la altura. El edificio está coronado por una aguja decorativa. Es el edificio más alto de Shaoxing, el 33º más alto de China y el 103.º más alto del mundo. 